# Корстон-Казань
Корстон-Казань — гостиница в г. Казань, Республика Татарстан, Российская Федерация. Входит в сеть Korston Club Hotel Kazan (вместе с гостиницей в Серпухове).

## Проект
Построен в 2006 году по проекту творческой мастерской «ВЕЛП». Проект ГТРК «Корстон» на Открытом международном конкурсе «АрхИдея 2011» получил Гран-при в номинации «Архитектура. Общественные здания».
4 июля 2013 года введена в строй вторая очередь комплекса — 25-этажное здание площадью 25 тыс. м². высотой 75 метров

## Расположение
Расположен на пересечении улиц Н. Ершова и Вишневского.

## История и достижения
ГТРК «Корстон-Казань» открылся в ноябре 2006 года и стал вторым в сети строящихся в России комплексов группы компаний «Корстон». В июле 2013 года открылась вторая очередь.